# Villaprovedo
Villaprovedo è un comune spagnolo di 92 abitanti situato nella comunità autonoma di Castiglia e León.